# 大塘埠站
大塘埠站位于江西省赣州市信丰县大塘埠镇，曾是京九铁路的货运火车站，等级为四等站，距北京西站1,940公里，距常平站375公里，本站及相邻上下行区间均为电气化区段。车站建于1996年，现已停用。